# Bileanî, Murovani Kurîlivți
Bileanî (în ucraineană Біляни) este un sat în comuna Popeliuhî din raionul Murovani Kurîlivți, regiunea Vinnița, Ucraina.

## Demografie
Componența lingvistică a localității Bileanî
     Ucraineană (98,49%)
     Rusă (1,13%)
     Alte limbi (0,38%)
Conform recensământului din 2001, majoritatea populației localității Bileanî era vorbitoare de ucraineană (98,49%), existând în minoritate și vorbitori de rusă (1,13%).